# Лейен (княжество)

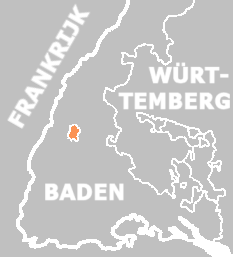
Княжество Лейен как анклав на территории Бадена (по состоянию на 1812 год.)

Лейен или Ляйен (нем. Leyen) — существовавшее с 1806 года по 1814 год суверенное княжество на территории Швабии, анклав среди земель великого герцога Баденского.
Столица — Зеельбах. Образовано путем преобразования баронии Гогенгерольдзек. Решением Венского конгресса медиатизовано с присоединением к Австрийской империи; в 1819 году все права на Лейен австрийским императором были переданы Церингенам, правителям Бадена.

## История

Герб Лейена: в лазоревом поле серебряный столб.

Княжеством правило дворянское семейство фон дер Лейенов из замка Гондорф. Ядрами земельных владений Лейенов были графство Адендорф и барония Гогенгерольдзек с центром в Зеельбахе. Основная их резиденция была выстроена в Блискастеле.
В этом роду наследственной была должность сенешаля архиепископа Трирского. В 1556—1567 годах один из Лейенов занимал архиепископскую кафедру в Трире, в 1675—1678 годах другой служил архиепископом Майнцским и третий, в 1652—1676 годах, вновь возглавлял курфюршество Трирское. Благодаря усилиям последнего из перечисленных глава рода Лейенов получил от императора титул барона, в 1711 году повышенный до графского.
При роспуске Священной Римской империи в 1806 году Наполеон по ходатайству шурина графа фон дер Лейена, влиятельного Дальберга, принял решение сохранить суверенный статус за принадлежавшей ему баронией Гогенгерольдзек, которая была переименована в княжество Лейен. В знак благодарности князь Лейен породнился с Наполеоном, выдав свою дочь за двоюродного брата императрицы Жозефины - fr:Louis Tascher de La Pagerie. Последний из его потомков по мужской линии умер в 1971 году.